# Varsád
Varsád ist eine ungarische Gemeinde im Kreis Tamási im Komitat Tolna.

## Geografische Lage
Varsád liegt 21,5 Kilometer südöstlich der Kreisstadt Tamási. Nachbargemeinden sind Gyönk, Kistormás, Kalaznó und Szakadát.

## Geschichte
Im Jahr 1907 gab es in der damaligen Großgemeinde 264 Häuser und 1472 Einwohner auf einer Fläche von 4470 Katastraljochen. Sie gehörte zu dieser Zeit zum Bezirk Simontornya im Komitat Tolna.

## Sehenswürdigkeiten
- Evangelische Kirche, erbaut 1786 im spätbarocken Stil
- Heimatmuseum (Tájház)
- Nepomuki-Szent-János-Statue
- Römisch-katholische Kirche Magyarok Nagyasszonya, erbaut 1972
- Weltkriegsdenkmal

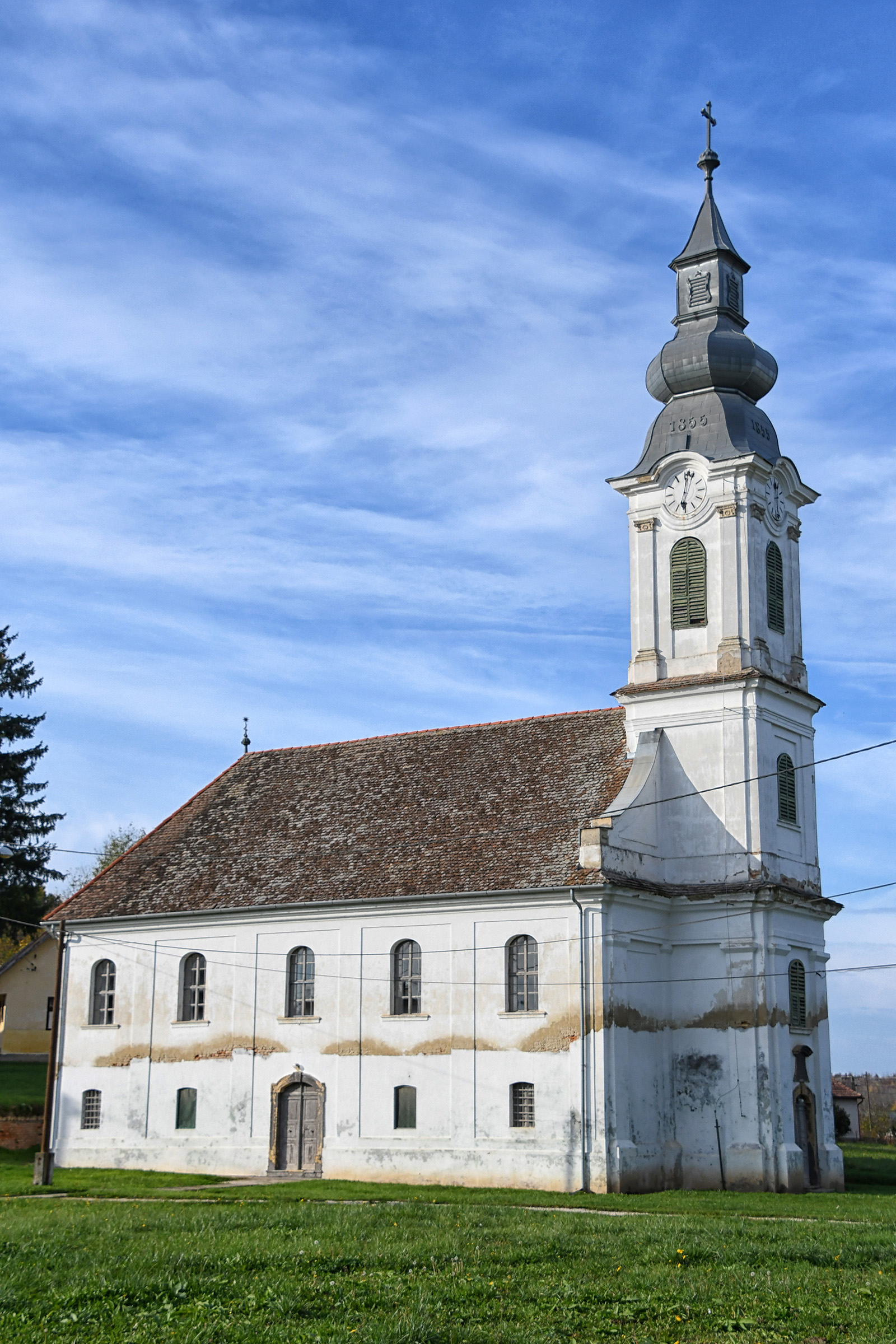
Evangelische Kirche
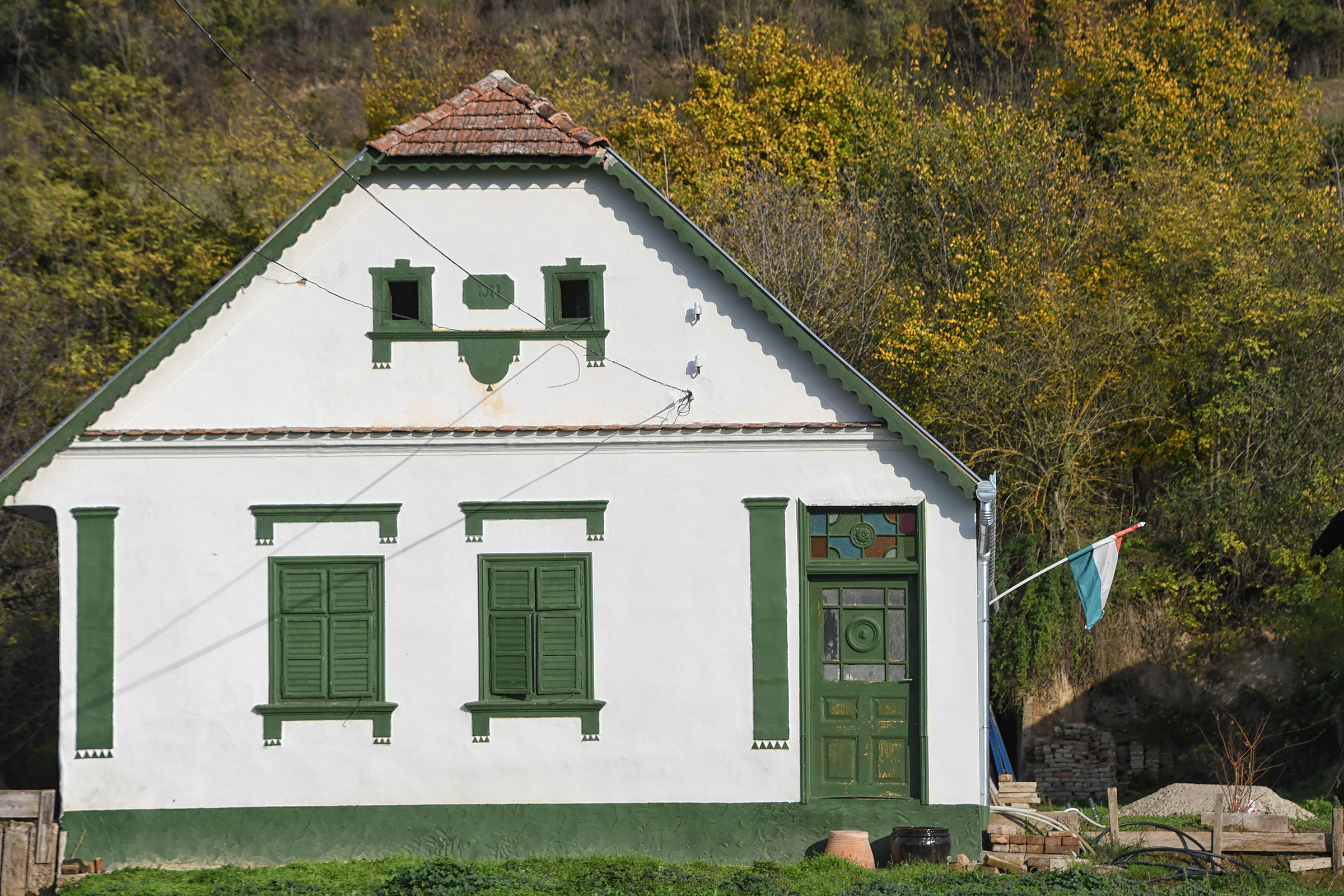
Traditionelles Wohnhaus
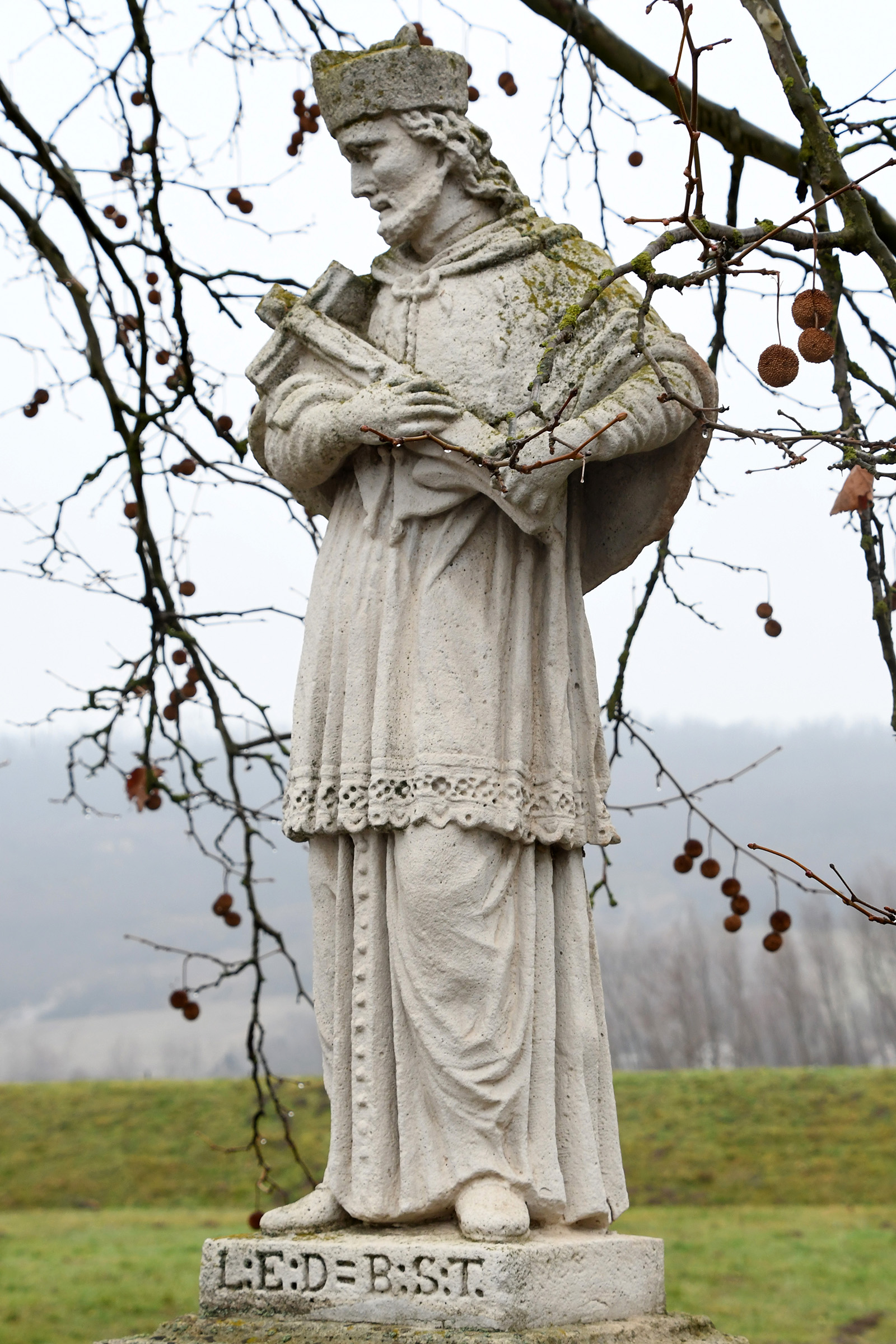
Nepomuki-Szent-János-Statue

## Verkehr
Durch Varsád verläuft die Landstraße Nr. 6313. Es bestehen Busverbindungen nach Gyönk sowie über Kölesd nach Harc. Der nächstgelegene Bahnhof befindet sich nordwestlich in Keszőhidegkút-Gyönk.